# 絶望要塞
絶望要塞（ぜつぼうようさい、Ultimate Fort / Desperation Fortress）は、2012年7月28日に富士急ハイランドに開業したウォークスルー式ミッションクリア型アトラクション。通称「脱出迷宮アトラクション」。
2015年7月25日、過去最大のリニューアルを施し、コンセプトを脱出から潜入に変更し「絶望要塞2」としてリニューアルオープンした。通称「潜入攻略アトラクション」。
2018年7月27日、人工知能に支配された研究所をテーマに「絶望要塞3」としてリニューアルオープンした。通称「ミッション攻略アトラクション」。
2023年7月29日、謎の人物”Z”が建てた赤い館からの生還を目指すというストーリーの「絶望要塞-IMPOSSIBLE GAMES-」としてリニューアルオープン。
開業から累計320万人の挑戦者たちを絶望させ続けてきた「難攻不落の攻略アトラクション」となっており、完全成功者数は7組(計19人)、クリア率は僅か「1/100000」と、これまでのミッションクリア型アトラクションとは比較にならない程高い難易度で話題となった。

## アトラクション概要

### 絶望要塞
迷宮となった要塞の中を歩き回り、様々な

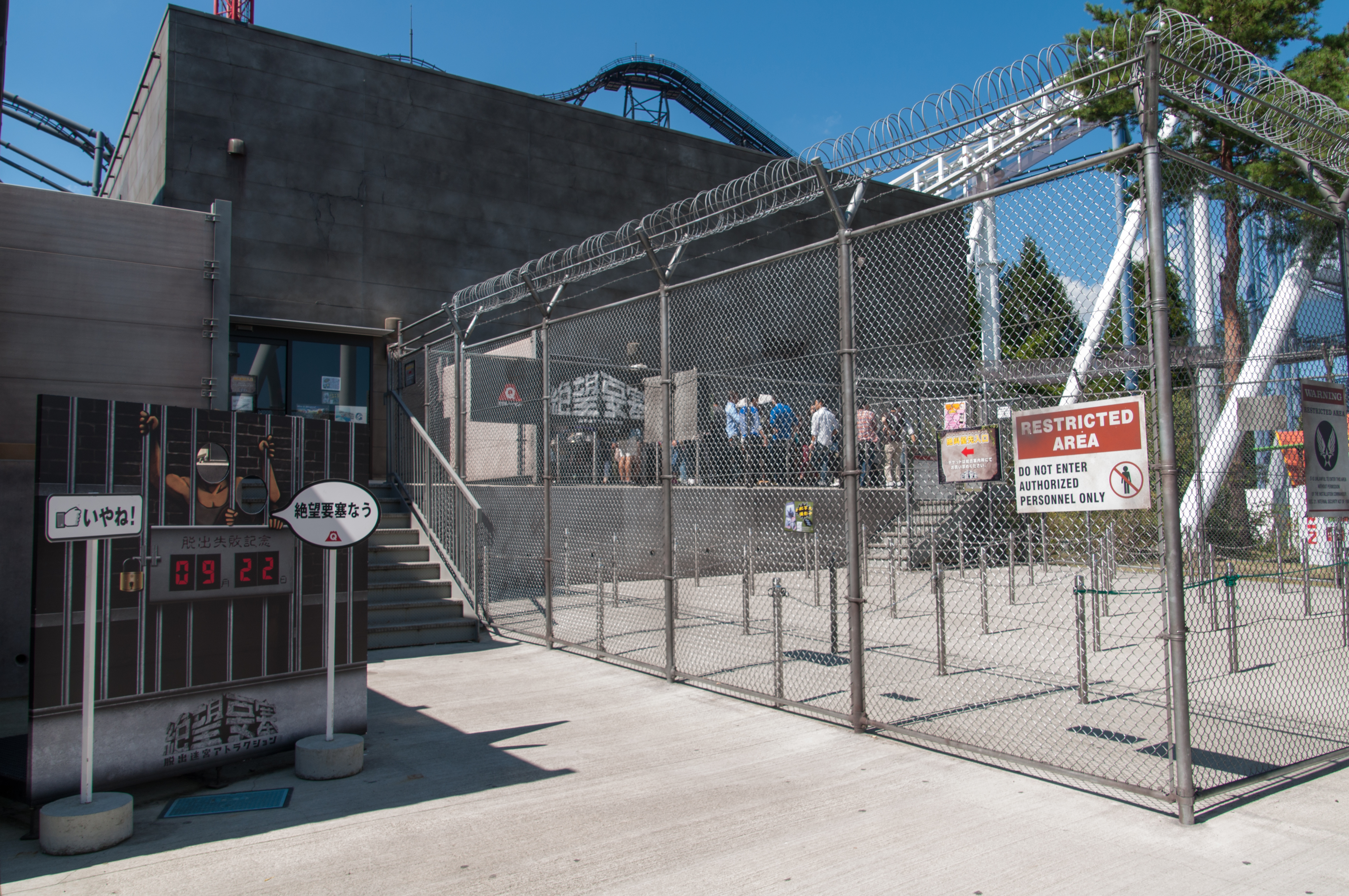
絶望要塞外観（2014年9月）

ヒントを頼りに謎解きをしながら脱出を試みるウォークスルーアトラクション。アトラクションの舞台及び外観は収容所をイメージしたものとなっている。挑戦者は囚人となり、制限時間内に監獄からの脱出を試みる。計5つのステージで構成されており、各ステージには制限時間が設けられている。その脱出成功率は10万分の1未満と極めて低く、完全脱出成功者は2組しかいない。全てのステージをクリアすると、完全脱出成功の栄誉を称えた景品が貰える。

### 絶望要塞2
テーマを「脱出」から「潜入」に変更され、挑戦者はエージェントとなり、捕らえられた仲間を救出する為に潜入するという設定。

### 絶望要塞3

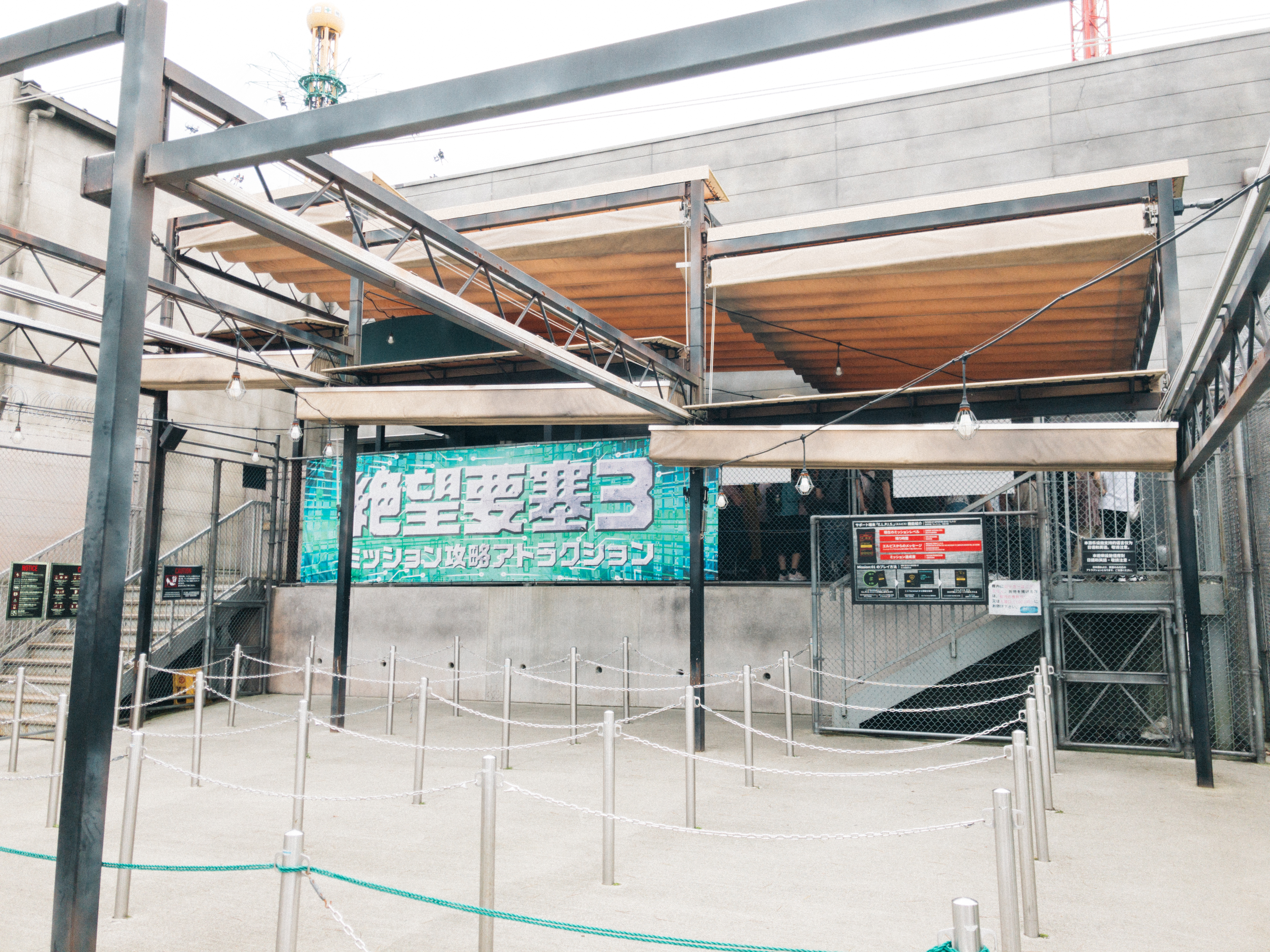
絶望要塞3外観（2019年7月）

廃墟となった軍事施設を改装して造ったAI(人工知能)研究所が舞台。そのメインAIである「ALCON(アルコン)」が暴走し、研究員達を抹殺してしまった為、挑戦者達は端末「E.L.P.I.S.(エルピス)」を使ってAIを止めるという設定。ソニー・ミュージックソリューションズが設計を担当した。

### 絶望要塞 -IMPOSSIBLE GAMES-
2023年6月29日にリニューアルオープンする事が発表され、同年7月29日開業。謎の人物"Z"が建てた赤い館からの生還を目指し、肉体と頭脳を使って難解なゲームをクリアし次のステージに進むために必要なボーダースコアの獲得を目指すシンプルなルールで展開。

## アトラクションの経緯
2012年
7月28日 - 「絶望要塞」オープン。
8月16日 - 1stステージにヒントが追加され、難易度が僅かに下げられる。
9月14日 - 初の完全脱出成功者が誕生（72,132人目）。
12月20日 - 初のリニューアルオープン。1stステージのミッションが変更された。
2013年
3月14日 - 2組目の脱出成功者が誕生（246,876人目）。
12月19日 - 「もう誰も脱出させません」というキャッチコピーを掲げ、2度目のリニューアルオープン。建物内にモニターが設置され、第4ステージまでの詳細や、挑戦者のLIVE中継などが流れるようになった。また、最初に行っていた写真撮影が、アトラクション出口のショップに移設された。
2015年
7月25日 - コンセプトを「脱出」から「潜入」に変更し、「絶望要塞2」としてリニューアルオープン。また、警備会社のALSOKをスポンサーに迎え、施設内には同社製の監視カメラと監視ロボット「Reborg-X(リボーグ・エックス)」が使用されている。
10月27日 - 脱出失敗者10万人達成記念として「絶望応援団ネガティ部」結成、Twitterのアカウントを開設し、富士急ハイランド公式YouTubeで動画を配信。
2017年
8月11日 - 「絶望要塞2」としては初の完全攻略者が誕生（538,843人目）。シリーズ通して前回から4年5ヵ月振りの完全攻略者誕生となった。
2018年
4月8日 - 「絶望要塞2」リニューアル工事の為営業終了。このバージョンでの完全攻略者は4組（5名）。
7月27日 - 「絶望要塞3」としてリニューアルオープン。当初は各種フリーパス対象で、単券での利用が出来なかった。
2019年
10月1日 - 「絶望要塞3」が単券での利用を開始。
2022年
4月5日 - 「絶望要塞3」としては初の完全攻略者が誕生（989,542人目）。シリーズ通して前回から約4年4ヶ月振り、絶望要塞3開業から約3年9ヶ月での完全攻略者誕生となった。
2023年
1月15日 -「絶望要塞3」が営業を終了。
7月29日 - 外装・内装共に大幅に変更され「絶望要塞 -IMPOSSIBLE GAMES-」としてリニューアルオープン。
11月10日 - 安全を考慮し、踵の高さ６センチ以上のヒール靴または厚底靴を履いてのアトラクションの利用が禁止となる。

## その他
- アトラクション名が正式に決まる前の仮称は「新脱出迷宮アトラクション計画」だった。戦慄迷宮シリーズの演出のリアルさと、「ガンダムクライシス」やかつて存在した「武田信玄 埋蔵金伝説」「合戦 戦国BASARA」などのゲーム性で培った技術を併せ持った、ホラーではない迷宮アトラクションとして制作された。富士急行の社長いわく、コンセプトは「1人も脱出させない」とのこと。
- 収容所がテーマという事からスタッフは看守をイメージしており、全身迷彩服を着ている。中にはサングラスを掛けていたり、マシンガンを構えている者もいる。絶望要塞3ではAIに支配された研究所がテーマであり、研究員をイメージして白衣を着ている。
- オープニングイベントには吉本興業のお笑い芸人から、「知力」としてオリエンタルラジオの藤森慎吾、「体力」として品川庄司の庄司智春、「時の運」としてジョイマンが登場した。
- 2012年8月の時点で延べ2万人程が挑戦したが、1stステージの成功者だけでも28組しか現れなかったために、8月16日より1stステージにヒントが追加され、難易度が僅かに下げられた。
- 2012年9月14日、初めて完全脱出成功者が誕生した。オープンから49日目、72132人目にして初の脱出成功。偉業を成し遂げたのは東京都在住のファミリーで、14回目の挑戦で脱出成功となった[3]。後にグラビアアイドルの西崎莉麻の他、姉の西崎あやと従姉妹の3人だった事が明らかとなり、西崎は当アトラクションの宣伝大使に任命されると共に、12月20日に開業以来初めてリニューアルされた[11]。
  - 最初のリニューアルの内容は、1stステージのミッションが「数字を集める」から「カードを装置に挿入してアイテムを集める」に変更された。これは「武田信玄 埋蔵金伝説」「合戦 戦国BASARA」のルールを踏襲している。
- 映画「ロックアウト」とのタイアップにより、完全脱出成功者先着1組に長崎県長崎市にある無人島「軍艦島（正式名称は端島）」へ招待するという企画が行われた。当アトラクションのタイアップは初となる。期間は映画の上映される2012年11月23日から12月16日までだったが、脱出成功者は出なかった。
- 2012年10月より「絶叫優先券」対象アトラクションとなった。
- かつてはその外観からか、入口に「このアトラクションはお化け屋敷ではありません。」と書かれた看板が設置された事がある。
- 2015年3月14日には、ロケットカンパニーよりアトラクションをモチーフにしたiOS版アプリ「脱出パズル 絶望要塞」が配信開始された（Android版は4月28日より配信開始）。

## スペック
絶望要塞～絶望要塞2
- 所要時間：10分〜（2013年12月18日までは20分〜）
- 定員：最大70名/回（2013年12月18日までは30名/回）
- 延床面積：3,300m2
- 総工費：約4億2,000万円
- 料金：800円
- 入場規定：小学生以上（小学生は中学生以上の付き添いが必要）

絶望要塞3
- 所要時間：20分〜1時間以上
- 定員：最大180名/回(1グループ最大4名)
- 延床面積：3,300m2
- 料金：1,500円（2019年9月30日までは各種フリーパスのみ利用可）
- 入場規定：小学生以上（小学生は中学生以上の付き添いが必要）

絶望要塞 -IMPOSSIBLE GAMES-
- 所要時間：約30分～最大90分
- 定員：1～3名
- 延床面積：3,300m2
- 料金：1,500円※フリーパス利用可
- 入場規定：小学生以上（小学生は中学生以上の付き添いが必要）

## ニンテンドー3DS版
『脱出アドベンチャー 絶望要塞』は、ロケットカンパニーより2015年7月16日に発売されたニンテンドー3DS用ソフト。